# エドウィン・キャットマル
エドウィン・キャットマル（Edwin Catmull、1945年3月31日 - ）は、アメリカ合衆国出身のコンピュータ科学者。ウォルト・ディズニー・アニメーション・スタジオ及びピクサー・アニメーション・スタジオの元社長。コンピュータ科学者として、コンピュータグラフィックス分野における多くの重要な発展に寄与している。
ピクサー作品はもとより、多くのハリウッド映画でも活用された3DCGレンダリングソフトウェアであるRenderManの開発者であり、現在はホビー向けの3DCGソフトウェアでも一般的に使われているスプライン曲線の生成手法であるCatmull–Rom曲線、同じく細分割曲面の生成手法であるCatmull-Clark曲面などにその名を刻んでいる。

## 経歴
ウェストバージニア州パーカーズバーグ生まれ。幼い頃、『ピノキオ』や『ピーター・パン』などのディズニー映画に触発され、長編映画のアニメーターを夢見る。
しかしながら現実的に自分の可能性を判断し、自分の才能が別の分野にある事を確信する。映画産業に職を追求する代わりに、ユタ大学の物理学と情報工学の専門課程に入学する。
そこで彼はCGの開祖であるアイバン・サザランドに師事、テクスチャマッピング、Zバッファ、Bスプラインの基礎発見を達成している。また在学中、アンチエイリアスと細分割曲面のレンダリングに関するアルゴリズムを考案し、作成に成功している。1974年、キャットマルの作成したCGアニメーションがSF映画『未来世界』で使われる。これは彼にとってはじめて映画産業に関わる機会であった。また、この作品は初めて3DCGを用いた長編映画であった。
同大学を去った後、ニューヨーク工科大学にてコンピュータグラフィックスラボを設立。1979年、ルーカスフィルムに移籍する。ルーカスフィルムにおいて、キャットマルはデジタル合成技術の開発を促進した。一方でフルCG短編の制作に注力し、CGアニメーターとしてジョン・ラセターを見出している。1986年にはアルヴィ・レイ・スミス、スティーブ・ジョブズと共にピクサーを共同設立。ピクサーでは、3DCGレンダリングソフト RenderMan に主要開発者として関わっている。
1993年、キャットマルは映画芸術科学アカデミーより RenderMan 開発の功績を表してアカデミー賞を授与された。また1996年、デジタルイメージ合成分野における発明の草分けであることを表しアカデミー賞。2001年には、映画作成レンダリング分野における重要な進歩を表してオスカーが授与されている。
2006年5月5日にディズニーはピクサーを買収。ウォルト・ディズニー・カンパニーのCEOであるロバート・アイガーの選任により、キャットマルはウォルト・ディズニー・アニメーション・スタジオの社長を兼務する事となった。同年フォン・ノイマンメダル受賞。
2018年、翌年の2019年を以ってピクサー及びウォルト・ディズニー・アニメーション・スタジオの社長の座から退き、映画業界から引退することが公表された。
2019年、ACMチューリング賞をパット・ハンラハンと共に受賞。